# 弁天橋 (福島市)
弁天橋（べんてんばし）は、福島県福島市の阿武隈川に架かる国道4号（国道115号重複）福島南バイパスを通す道路橋である。

## 概要

### この橋のデータ
- 全長：235.0 m
  - 主径間：58.4 m
- 全幅：11.0 m×2
- 形式：4径間下路式平行弦鋼ワーレントラス橋
- 竣工：1972年（下り線）、1974年（上り線）
- 施工：三菱重工業[1]

### 概要の詳細
一級河川阿武隈川が支流の濁川、大森川と合流する地点の上流側直近に架かる橋であり、北詰は渡利字岩下、南詰は同市鳥谷野字下宿に位置する。バイパス開通に伴い1972年に現在の下り線が暫定2車線で開通、2年後の1974年に上り線が開通し4車線全面開通となった。橋名の由来は北詰の至近にそびえる弁天山から。北詰の渡利弁天山交差点では旧国道114号（富岡街道）、福島県道309号岡部渡利線と交わり、南詰では県内でも有数の自動車交通量を誇る鳥谷野南交差点で国道115号福島西バイパスと分岐する、福島市街地南部の交通の要衝である。橋の直ぐ上流側には、国土交通省福島河川事務所が管理するライブカメラが設置されている。
国道4号を更に北に進むと、当橋梁と同じ下路式平行弦ワーレントラス橋の大仏橋で蛇行する阿武隈川を再び渡ることになる。
橋の補修工事に伴い、2006年の5月9日から6月2日にかけて通行規制が行われた。

## 阿武隈川の隣の橋
（上流）蓬莱橋 - 弁天橋 - 天神橋（下流）